# (15965) Robertcox
(15965) Robertcox (1998 DU7) – planetoida z pasa głównego asteroid okrążająca Słońce w ciągu 5,19 lat w średniej odległości 3 j.a. Odkryta 23 lutego 1998 roku.